# Comuna Cerevkî, Orjîțea
Cerevkî (în ucraineană Черевки) este o comună în raionul Orjîțea, regiunea Poltava, Ucraina, formată din satele Cerevkî (reședința), Horoșkî, Sliporid și Zaricicea.

## Demografie
Componența lingvistică a comunei Cerevkî
     Ucraineană (98,22%)
     Rusă (1,33%)
Conform recensământului din 2001, majoritatea populației comunei Cerevkî era vorbitoare de ucraineană (98,22%), existând în minoritate și vorbitori de rusă (1,33%).